# Odell-Gletscher
Der Odell-Gletscher ist ein Gletscher im ostantarktischen Viktorialand. Er fließt in nordöstlicher Richtung zwischen den Allan Hills und den Coombs Hills zum oberen Abschnitt des Mawson-Gletschers.
Das New Zealand Antarctic Place-Names Committee benannte ihn nach dem britischen Bergsteiger und Geologen Noel Odell (1890–1987), der an der University of Otago doziert hatte.